# Oh Belinda
Oh Belinda (Aaahh Belinda) è un film drammatico turco del 2023 diretto da Deniz Yorulmazer. È un adattamento dell'omonimo film del 1986 di Atıf Yılmaz.

## Trama
La giovane attrice Dilara decide di recitare in uno spot pubblicitario per uno shampoo chiamato Belinda che uscirà presto. Durante le riprese dello spot pubblicitario, si ritrova misteriosamente in una vita completamente diversa, dove si svolgono tutti gli elementi dello scenario commerciale. Non è più Dilara, ma Handan, la quale combatterà disperatamente per dimostrare i fatti e riconquistare la sua identità.

## Distribuzione
Il film è stato distribuito sulla piattaforma Netflix il 7 aprile 2023.